# Ioannis Kakridis (Philologe)
Ioannis Kakridis (griechisch Ιωάννης Κακριδής, auch Johannes Theophanes Kakridis; * 17. November 1901 in Athen; † 20. März 1992 ebenda) war ein griechischer Klassischer Philologe.

## Leben
Kakridis war der Sohn des Altphilologen Theophanes Kakridis (1869–1929), der in Athen Professor für Lateinische Philologie war. Kakridis studierte Literaturwissenschaft an den Universitäten von Athen, Wien, Berlin und Leipzig. 1922/23 war er als Gymnasiallehrer in Spetses tätig. Im Zeitraum 1924–1931 war er Herausgeber des Historischen Wörterbuchs der griechischen Sprache der Akademie von Athen.
Er promovierte an der Universität Athen und wurde 1930 zunächst Assistent, 1933 Professor an der Universität Thessaloniki. Von 1939 bis 1945 war er Professor an der Universität Athen, kehrte aber 1945 nach Thessaloniki zurück, wo er bis 1968 lehrte und 1957 und 1962 als Rektor der Universität wirkte. 1947 verbrachte er ein Forschungsjahr in Schweden.
Er war ein überzeugter Verfechter der Übernahme der monotonischen Orthographie in die griechische Sprache. 1941 wurde er von der Fakultät an der Universität von Athen wegen der Veröffentlichung eines Vortrags im monotonischen System angezeigt, was zum so genannten „Akzente-Prozess“ und seiner Suspendierung und später vorübergehenden Entlassung von der Universität führte.

### „Bericht der Zentralkommission zur Feststellung von Gräueltaten auf Kreta“
Im Auftrag der griechischen Regierung dokumentierte Kakridis 1945 als Mitglied einer vierköpfigen Kommission gemeinsam mit Nikos Kazantzakis und Ioannis Kalitsounakis die Verbrechen der deutschen Wehrmacht auf Kreta während des Zweiten Weltkriegs. Der 107-seitige „Bericht der Zentralkommission zur Feststellung von Gräueltaten auf Kreta“ (Έκθεση της Κεντρικής Επιτροπής Διαπιστώσεως Ωμοτήτων εν Κρήτη) mit Fotografien von Konstantinos Koutoulakis war jahrzehntelang verschollen. Eine Abschrift wurde 1983 wiederentdeckt und im selben Jahr erstmals von der Gemeinde Iraklio im griechischen Original veröffentlicht. Nach Kakridis war der Bericht im Zuge der Wiederaufnahme von diplomatischen Beziehungen von den ersten griechischen Nachkriegsregierungen unterdrückt worden, um die angestrebten Handelsabkommen zwischen der BRD und Griechenland nicht zu behindern.

## Werke
Kakridis war ein Homer-Gelehrter und einer der wichtigsten Klassikkenner des zwanzigsten Jahrhunderts in Griechenland. Er hat zahlreiche Schriften veröffentlicht. Seine wichtigsten Werke sind eine Übersetzung der Werke Homers zusammen mit Nikos Kazantzakis in die neugriechische Sprache sowie eine fünfbändige Sammlung der griechischen Mythologie.
- Homeric Researches. Lund 1949; Nachdruck New York 1987, ISBN 0-8240-7757-1.
- Der Thukydideische Epitaphios. Ein stilistischer Kommentar. Beck, München 1961, ISBN 3-406-03266-4.
- Die alten Hellenen im neugriechischen Volksglauben. Heimeran, München 1967
- Neugriechische Scholien zu Homer. In: Gymnasium 78, 1971, S. 505–524.
- Homer revisited.  Lund 1971.